# Forte de Caçapo

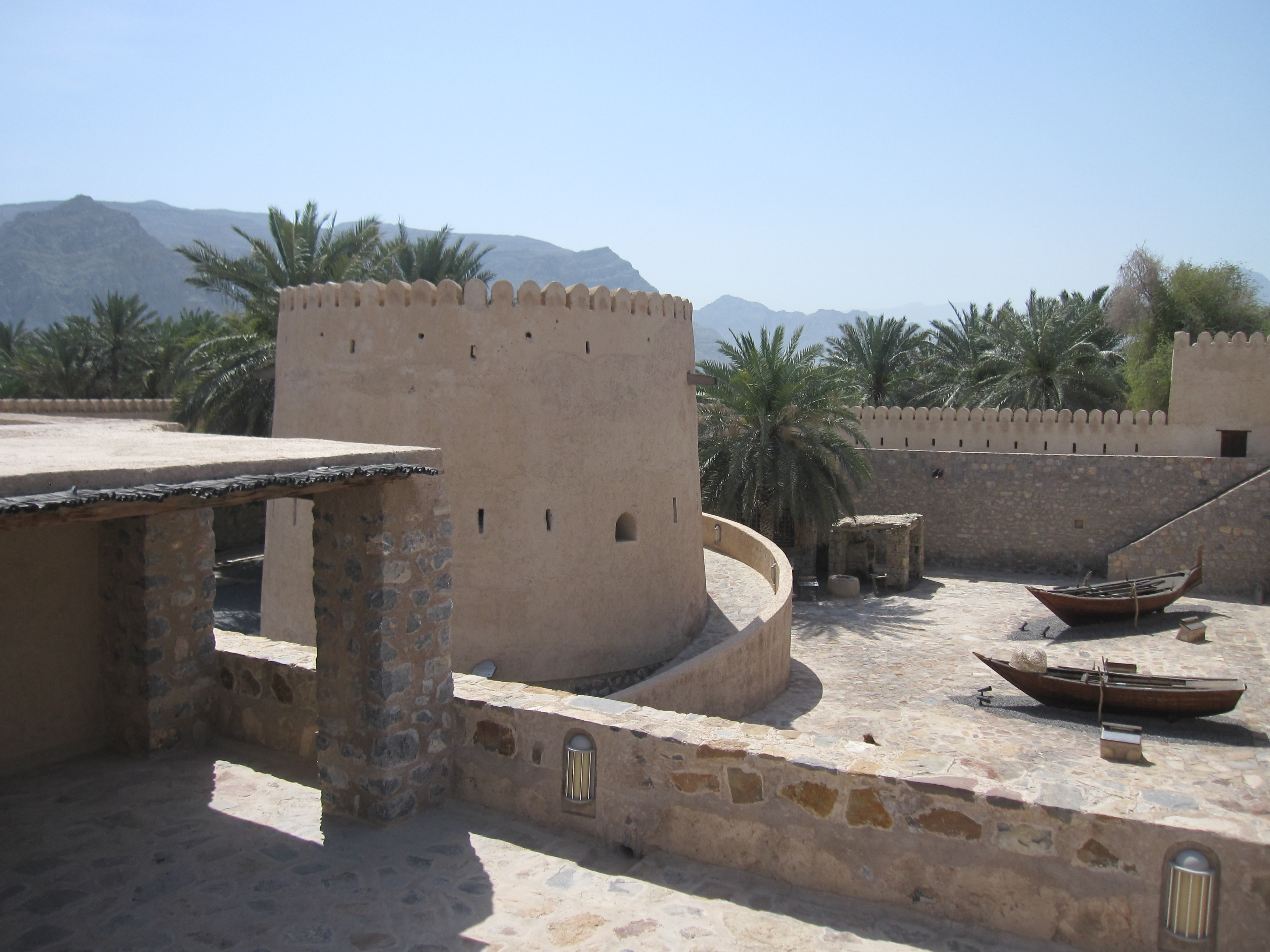

O Forte de Caçapo ou Cassapo localizava-se em Caçapo, capital da região de Moçandão, no atual Sultanato de Omã.

## História
Trata-se de uma fortificação erguida pelas forças portuguesas sob o comando de Rui Freire de Andrada em 1623, após a queda do Forte de Nossa Senhora da Conceição de Ormuz no ano anterior (1622). Terá sido perdida para os Omanitas entre 1648 e 1650, quando se encerrou a presença portuguesa na região.

## Características
Apresentava planta quadrangular, com baluartes nos vértices.